# Japanese Academy Award/Beste Musik
Seit der ersten Verleihung 1978 werden bei den Japanese Academy Awards die besten Komponisten in der Kategorie Beste Musik (japanisch 最優秀音楽賞, sai yūshū ongaku shō) geehrt.
1981 war das einzige Jahr, in dem man vier anstatt fünf Nominierungen bekanntgab. Der erfolgreichste Komponist in dieser Kategorie ist Joe Hisaishi, der neunmal nominiert und fünfmal siegreich war. Hisaishi, der als einer der produktivsten japanischen Filmmusik-Komponisten gilt, war in einem Jahr für bis zu fünf Filme nominiert und wurde vor allem für seine Arbeit an den Regiearbeiten Takeshi Kitanos berücksichtigt. Der Zweiterfolgreichste ist Masaru Satō, der mit zwölf Nominierungen am häufigsten nominiert war und viermal gewann.
Die Filme sind nach dem Jahr der Verleihung aufgeführt.

## Preisträger und Nominierte

### 1978–1979
| Jahr | Preisträger       | für den Film                            | Nominierungen |
| 1978 | Yasushi Akutagawa | Hakkodasan und Yatsu haka-mura          | Masaru Satō für Arasuka monogatari und Shiawase no kiiroi hankachi Hikaru Hayashi für Aus dem Leben Chikuzans Tōru Takemitsu für Melodie in Grau Yūji Ōno für Ningen no shōmei |
| 1979 | Tōru Takemitsu    | Im Reich der Leidenschaft und Moeru aki | Yasushi Akutagawa für Kichiku Masaru Satō für Kōtei no inai hachigatsu Akira Ifukube für Ogin-sama Hikaru Hayashi für Seishoku no ishibumi                                     |

### 1980–1989
| Jahr | Preisträger       | für den Film                                                     | Nominierungen |
| 1980 | Masaru Satō       | Ah! Nomugi toge, Yami no karyudo und Sanada Yukimura no bouryaku | Shin’ichirō Ikebe für Fukushū suruwa wareniari und Kosokade gokko Yasushi Akutagawa für Haitatsu sarenai santsu no tegami und Nichiren Chūji Kinoshita für Shodo satsujin: Musuko yo, Torakku yarō: Neppū 5000 kiro und Torakku yarō: Furusato to kyūbin Isao Tomita für Yasha-ga-ike               |
| 1981 | Masaru Satō       | Ein ferner Schrei im Frühling                                    | Naozumi Yamamoto für 203 kochi Kentarō Haneda für Fukkatsu no hi Yasushi Akutagawa für Furueru shita und Warui yatsura |
| 1982 | Ryudo Uzaki       | Eki Station                                                      | Takayuki Inoue für Enrai Masaru Satō für Nihon no atsui hibi bōsatsu: Shimoyama jiken Hikaru Hayashi für Nihon Philharmonic Orchestra: Honoo no dai gogakusho und Hokusai manga Yoshitaka Minami für Slow na boogie ni shitekure                                                                    |
| 1983 | Masato Kai        | Die Todestreppe                                                  | Yasushi Akutagawa für Verdacht und Maboroshi no mizuumi Mitsuaki Kanno für Kirūin Hanako no shōgai Naozumi Yamamoto für Seiha, Dai Nippon teikoku und Otoko wa tsurai yo: Torajiro ajisai no koi Shunsuke Kikuchi für Yūkai hōdō und Seishun no mon: Jiritsu hen                                    |
| 1984 | Masaru Satō       | Yokiro                                                           | Ryūichi Sakamoto für Furyo – Merry Christmas, Mr. Lawrence Vangelis für Taro und Jiro in der Antarktis Shin’ichirō Ikebe für Die Ballade von Narayama und Okinawa no shonen Kazuhiko Kato für Tantei monogatari und Daijōbu, mai furendo                                                            |
| 1985 | Shin’ichirō Ikebe | MacArthurs Kinder                                                | Masaru Satō für Kita no hotaru Stomu Yamashta für Kūkai Nobuyoshi Koshibe für Shanhai bansukingu Ryudo Uzaki für Umitsubame Jyo no kiseki und Hare tokidoki satsujin |
| 1986 | Tōru Takemitsu    | Ran, Himatsuri und Shokutaku no nai ie                           | Naozumi Yamamoto für Biruma no tatekoto, Otoko wa tsurai yo: Torajiro renaijuku und Otoko wa tsurai yo: Torajiro shinjitsu ichiro Takayuki Inoue für Koibumi, Kapone oi ni naku und Seburi monogatari Shigeru Umebayashi für Sorekara und Tomo yo shizukani nemure Masaru Satō für Kai und Usugesho |
| 1987 | Takayuki Inoue    | Kataku no hito und Rikon shinai onna                             | Naozumi Yamamoto für Das Mädchen im Atelier und Otoko wa tsurai yo: Shibamata yori ai wo komete Ryūichi Sakamoto für Miez und Mops – Zwei tierische Freunde Kazuhiko Kato für Yabanjin no youni und Bakumatsu seishun graffiti: Ronin Sakamoto Ryoma Tōru Takemitsu für Yari no gonza               |
| 1988 | Toshiyuki Honda   | Die Steuerfahnderin                                              | Shigeaki Saegusa für Hikaru onna und Nijushi no hitomi Kensaku Tanikawa für Eiga joyu und Die Legende von der Mondprinzessin Toshiaki Tsushima für Yogisha Masaru Satō für Yoshiwara enjo, Der Bärenfänger und Hei no nakano korinai menmen                                                         |
| 1989 | Shigeaki Saegusa  | Tsubaki Hime und Yushun                                          | Teizō Matsumura für Tomorrow – ashita und Hoffnung und Schmerz Masaru Satō für Das Blut der Seidenstraße und On'na sakasemasu Takayuki Inoue für Hana no ran und Panda monogatari Toshiyuki Honda für Yojo no jidai und Marusa no onna II                                                           |

### 1990–1999
| Jahr | Preisträger       | für den Film                                                         | Nominierungen |
| 1990 | Tōru Takemitsu    | Rikyu und Schwarzer Regen                                            | Tomoyuki Asakawa für A un Tsuyoshi Nagabuchi für Orugoru Teizō Matsumura für Der Tod eines Teemeisters Ryudo Uzaki für Shaso |
| 1991 | Shin’ichirō Ikebe | Shonen jidai, Akira Kurosawas Träume und Ruten no umi                | Keisuke Kuwata und Takeshi Kobayashi für Inamura Jane Joe Hisaishi für Kanbakku, Tasumania monogatari, Tsuribaka nisshi 2 und Peesuke: Gatapishi monogatari Reijirō Koroku für Pod severnym siyaniyem und Gekido no 1750 hi Teizō Matsumura für Shikibu monogatari und Rōnin-gai |
| 1992 | Joe Hisaishi      | Das Meer war ruhig, Flecki, mein Freund, Futari und Fukuzawa Yukichi | Shin’ichirō Ikebe für Edo-jo tairan und Rhapsodie im August Masaru Satō für Kagerō, Daiyukai, Sensō to seishun und Tsuribaka nisshi 4 Gontiti für Muno no hito Teizō Matsumura für Liebe braucht keine Worte                                                                     |
| 1993 | Joe Hisaishi      | Seishun dendekedekedeke                                              | Akira Ifukube für Gojira tai Mosura Toshiyuki Honda für Die Kunst der Erpressung Masaru Hoshi für O-Roshiya-koku suimu-dan Tetsuji Hayashi für Toki rakujitsu |
| 1994 | Joe Hisaishi      | Sonatine, Haruka, nosutarujii und Mizu no tabibito: Samurai kizzu    | Isao Tomita für Gakko Shin’ichirō Ikebe für Madadayo Masato Kai für Niji no hashi Masaru Satō für Waga ai no uta – Taki Rentaro monogatari |
| 1995 | Kiyoshiro Imawano | 119                                                                  | Kaoru Wada für Chushingura gaiden yotsuya kaidan Takahiro Kaneko für Kappa Masahiro Kawasaki für Rampo Kensaku Tanikawa für 47 Ronin |
| 1996 | Tōru Takemitsu    | Sharaku                                                              | Masaru Satō für Himeyuri no tō Masashi Sada und Takayuki Hattori für Kura Remedioa für Love Letter Hikaru Ōe für Shizukana seikatsu |
| 1997 | Yoshikazu Suo     | Shall we dance?                                                      | Joe Hisaishi für Kids Return Toshiyuki Honda für Sūpah no onna Akira Senju für Waga kokoro no ginga tetsudo: Miyazawa Kenji monogatari Kensaku Tanikawa für Yatsu haka-mura |
| 1998 | Taeko Oonuki      | Tokyo biyori                                                         | Toshiyuki Honda für Marutai no onn Michiru Ōshima für Shitsurakuen Shin’ichirō Ikebe für Der Aal Takayuki Hattori für Yukai und Radio-Zeit |
| 1999 | Joe Hisaishi      | Hana-Bi                                                              | Akira Senju für Ai o kou hito Yōsuke Yamashita für Dr. Akagi Tomoyuki Asakawa für Kizuna Akihiko Matsumoto für Odoru daisosasen |

### 2000–2009
| Jahr | Preisträger                          | für den Film                        | Nominierungen |
| 2000 | Joe Hisaishi                         | Kikujiros Sommer                    | Jōji Yuasa für Fukuro no shiro Masahiro Kawasaki für Kin'yū fushoku rettō: Jubaku Masamichi Amano für Omocha Ryouichi Kuniyoshi für Poppoya                          |
| 2001 | Masaru Satō                          | Nach dem Regen                      | Masamichi Amano für Battle Royale Coba für Kao Michiru Ōshima für Nagasaki burabura bushi Norihito Sumitomo und Keishin für Whiteout                                 |
| 2002 | Gakuji Matsuda und Hitomi Shimizu    | Waterboys                           | Yōko Kumagai und Hidehiko Urayama für Go Ryouichi Kuniyoshi für Hotaru Shigeru Umebayashi für Onmyōji Isao Tomita für Sennen no koi: Hikaru Genji monogatari         |
| 2003 | Isao Tomita                          | Samurai der Dämmerung               | Takashi Kako für Amida-do dayori Joe Hisaishi für Dolls Michiru Ōshima für Hi wa mata noboru Michiru Ōshima und Taku Takahashi für Mohou-han                         |
| 2004 | Keiichi Suzuki                       | Zatoichi – Der blinde Samurai       | Michiru Ōshima für Ashura no gotoku Akihiko Matsumoto für Odoru daisosasen 2 Shin’ichirō Ikebe für Spy Sorge Akira Senju für Yomigaeri                               |
| 2005 | Micky Yoshino und Hiroshi Kishimoto  | Swing Girls                         | Tarō Iwashiro für Blood & Bones Tamiya Terashima für Hanochi Isao Tomita für The Hidden Blade Yōko Kumagai und Hidehiko Urayama für Sekai no chūshin de, ai o sakebu |
| 2006 | Naoki Satō                           | Always san-chōme no yūhi            | Trevor Jones und Ryo Katsuji für Bōkoku no īgisu Tarō Iwashiro für Haru no yuki Michiru Ōshima für Kita no zeronen Tarō Iwashiro für Semishigure                     |
| 2007 | Gabriele Roberto und Takeshi Shibuya | Kiraware Matsuko no Isshō           | Michiru Ōshima für Ashita no kioku Isao Tomita für Love and Honor – Bushi no ichibun Joe Hisaishi für Otoko-tachi no yamato Yūsuke Honma für The Uchōten Hotel       |
| 2008 | Michiru Ōshima                       | Bizan                               | Naoki Satō für Always zoku san-chōme no yūhi Shiina Ringo für Sakuran Yoshikazu Suo für Soredemo boku wa yattenai                                                    |
| 2009 | Joe Hisaishi                         | Ponyo – Das große Abenteuer am Meer | Isao Tomita für Kābē Joe Hisaishi für Nokan – Die Kunst des Ausklangs Gabriele Roberto für Pako to mahō no ehon Kiyoko Ogino für The Magic Hour                      |

### 2010–2017
| Jahr | Preisträger       | für den Film           | Nominierungen |
| 2010 | Shin’ichirō Ikebe | Tsurugidake: Ten no ki | Norihito Sumitomo für Shizumanu taiyō Shutoku Mukai für Shonen merikensakku Takashi Yoshimatsu für Viyon no tsuma Koji Ueno für Zero no shōten |
| 2011 | Joe Hisaishi      | Akunin                 | Kōji Endō für 13 Assassins Isao Tomita für Otōto Hidehiko Urayama, Yōko Kumagai für Kondo wa aisaika Grand Funk für Beck |
| 2012 | Gorō Yasukawa     | Yōkame no semi         | Kiyoko Ogino für Sutekina kanashibari Taisei Iwasaki für Moteki Yoshihiro Ike für Tantei wa bar ni iru Takashi Kako für Saigo no chuushingura |
| 2013 | Ikuko Kawai       | Kita no Kanaria Tachi  | Ueno Kōji für Nobō no Shiro Yūsuke Hayashi für Anata e Joe Hisaishi für Tenchi Meisatsu Fūki Harumi für Waga Haha no Ki |
| 2014 | Joe Hisaishi      | Wie der Wind sich hebt | Tarō Iwashiro für Rikyū ni Tazuneyo Kiyoko Ogino für Kiyosu Kaigi Junichi Matsumoto, Takashi Mori und Takeshi Matsubara für Soshite Chichi ni Naru Takashi Watanabe für Fune o Amu Joe Hisaishi für Die Legende der Prinzessin Kaguya und Tokyo Kazoku |
| 2015 | Yoshikazu Suō     | Maiko wa Lady          | Takashi Kako für Higurashi no Ki Naoki Satō für Eternal Zero – Flight of No Return Joe Hisaishi für Chīsai Ouchi Gorō Yasukawa für Fushigi na Misaki no Monogatari                                                                                     |
| 2016 | Sakanaction       | Bakuman.               | Michiru Ōshima für Kainan 1890 Yōko Kanno für Unsere kleine Schwester Harumi Fūki für Nihon no Ichiban Nagai Hi Gorō Yasukawa für Solomon no Gishō Zenpen Jiken                                                                                        |
| 2017 | Radwimps          | Your Name.             | Kotringo für In this Corner of the World Shirou Sagisu für Shin Godzilla Naoki Satō für Fueled: The Man They Called Pirate Muramatsu Takatsugu für 64: Part I                                                                                          |